# Les Viviers (métro léger de Charleroi)
Pour les articles homonymes, voir Sambre.
La station Les Viviers est une future station du métro léger de Charleroi. Elle sera implantée à proximité du site des Viviers du Grand Hôpital de Charleroi (GHdC) à Gilly.

## Histoire
Elle constituera le terminus de la ligne M5 dont la mise en service est prévue en janvier 2027. Le démarrage du chantier de construction est prévu en 2023 et la mise en service est programmée pour janvier 2027.

## Caractéristiques
La station sera aérienne et située sur une section de métro en site propre, elle desservira le grand hôpital de Charleroi à partir de janvier 2027.
Elle est située sur le site du charbonnage des Viviers réunis anciennement les sociétés minières du Vivier Levant et du Vivier Couchant à proximité du Ravel 1 établi sur l'ancienne ligne 119 d'Infrabel.

## Sources
https://www.charleroi.be/actualites/de-nouveaux-horizons-pour-le-metro-carolo

https://www.rtbf.be/auvio/embed/media?id=2843891&autoplay=1

https://www.telesambre.be/plan-de-relance-wallon-la-ligne-de-metro-vers-chatelet-sera-prolongee

https://www.dhnet.be/regions/charleroi/2022/12/09/le-metro-vers-chatelet-et-le-grand-hopital-de-charleroi-feu-vert-pour-2026-SIPNNPGFU5ADZCU4OEVZJPJEWM/

https://www.telesambre.be/charleroi-le-double-permis-pour-les-travaux-du-metro-m5-est-signe-par-la-region-debut-des-travaux-l

https://www.telesambre.be/un-metro-vers-le-grand-hopital-de-charleroi-pour-2026